# The Architecture Foundation
The Architecture Foundation, fundada en 1991, es un centro de arquitectura independiente, el más antiguo de Gran Bretaña. Examina cuestiones contemporáneas de la teoría y la práctica de la arquitectura a través de un programa público que incluye exposiciones, concursos, publicaciones, conferencias, películas y debates.
La organización gestionó la Yard Gallery de Clerkenwell como espacio temporal para experimentar con diferentes formas de exponer y comunicar la arquitectura, antes de trasladarse a la sede de Southwark, diseñada por Carmody Groarke. Bajo la dirección de Sarah Ichioka se dotó de un mayor cometido internacional, que se manifestó en 2009 a través de una serie de programas de intercambio. La sede de Southwark también funcionó como espacio de proyectos, acogiendo de nuevo diversas exposiciones, instalaciones y charlas.
La fundación abandonó el espacio de Southwark en 2014 debido a problemas económicos tras la retirada de la financiación del Consejo de las Artes. En 2015 se ubicó en la Facultad de Arte, Arquitectura y Diseño Sir John Cass en la Central House de la Universidad Metropolitana de Londres en Aldwych. El mismo año nombró a su actual director, Ellis Woodman, a quien se le encomendó la reestructuración de la organización sobre la base de un modelo de financiación privada. También se incorporó entonces Phineas Harper como director adjunto. Tras la venta de Central House por parte de la Universidad Metropolitana de Londres en 2016, la fundación se trasladó al Royal College of Art en Kensington.
Desde diciembre de 2019, Cindy Walters, cofundadora y directora de Walters & Cohen Architects, preside el patronato de la fundación. Walters es la quinta presidenta de la misma, tras Richard Rogers, Will Alsop, Brian Clarke y Simon Allford, cofundador y director de Allford Hall Monaghan Morris.